# M.O.D.
M.O.D., acronyme pour Method of Destruction, est un groupe de crossover thrash américain, originaire de New York. Il est formé par Billy Milano après la séparation de S.O.D..

## Biographie

### Débuts et séparation (1986–1997)
En 1985, les membres et anciens membres d'Anthrax Scott Ian, Charlie Benante et Danny Lilker s'associent avec l'ancien membre de Psychos et roadie d'Anthrax Billy Milano pour former S.O.D Après un album studio et un live, le groupe se sépare. Milano décide de continuer dans la veine crossover de S.O.D. avec un nouveau projet baptisé M.O.D.
Après quatre premiers albums sortis chez Megaforce Records permettant au groupe de devenir une référence du crossover thrash, le groupe connaît une période plus difficile au milieu des années 1990 avec la sortie de deux albums Devolution et Dictated Aggression qui connaissent un succès moindre. En 1997, Milano met le groupe en sommeil à l'occasion d'une reformation de S.O.D.

### Retour (depuis 2001)
M.O.D. fait son retour en 2001 avec une nouvelle formation. Deux ans plus tard, le groupe publie l'album The Rebel You Love to Hate. M.O.D. se délocalise à Austin, au Texas, et publie l'album Red, White and Screwed en octobre 2007 au label Index Entertainment, et lance une tournée en été 2008. Ils jouent leurs dernières dates aux États-Unis le 13 septembre 2008,.
En mai 2013, Milano annonce une tournée spéciale 25e anniversaire appelée The Mexicans on Duty Tour avec encore une nouvelle formation.
M.O.D. annonce ensuite un nouvel album, intitulé Busted, Broke and American. En 2014, ils publient en téléchargement gratuit leur première chanson en sept ans, Hermano. En mai 2015, le groupe se sépare, Billy Milano souhaitant se consacrer à sa vie privée. Un mois plus tard, cependant,  Milano annonce un retour de M.O.D. et un nouvel album Busted, Broke and American, en plus d'une tournée en soutien à l'album. Le 5 janvier 2017, Milano annonce l'enregistrement de Busted, Broke and American terminé, et il sera le dernier album du groupe.

## Membres

### Membres actuels
- Billy Milano (S.O.D.) – chant, guitare, basse
- Tim "Tank" Casterline – basse
- Michael Arellano – batterie

### Anciens membres
- Jeff Wood (The Dillinger Escape Plan)
- Adam Kieffer
- Darren Verpeut
- Paul Crook (Meat Loaf, Anthrax, Sebastian Bach)
- Ken Ballone
- Keith Davis
- Tim McMurtrie
- John Monte (Ministry, Mind Funk)
- Tim Mallare (Overkill)
- Louis Svitek (Ministry, Mind Funk, Pigface)
- Dave Chavarri (Soulfly, Ill Niño, Pro-Pain, Lääz Rockit)
- Rob Moschetti (Pro-Pain)
- Tom Klimchuck (Pro-Pain, Crumbsuckers)
- John Pereksta
- Joe Young (Antiseen)
- John « Sparky » Voyles (Dying Fetus, Misery Index)
- Danny « DNA » Burkhardt
- Joe Affe
- Derek « Lennon » Lopez
- Scott « The Rod » Lee Sargeant (Lääz Rockit, Skinlab)
- Christopher Dawson
- Mike DeLeon (Philip H. Anselmo and the Illegals)

## Discographie
- 1987 : U.S.A. for M.O.D.
- 1988 : Surfin' M.O.D. (EP)
- 1989 : Gross Misconduct
- 1992 : Rhythm of Fear
- 1994 : Devolution
- 1996 : Dictated Aggression
- 2003 : The Rebel You Love to Hate
- 2007 : Red, White and Screwed
- 2017 : Busted, Broke & American